# برونو باربوسا
برونو باربوسا (بالبرتغالية: Bruno Barbosa da Encarnação‏) هو لاعب كرة قدم برازيلي في مركز الهجوم، ولد في 13 مايو 1985 في نوفا إيغواسو في البرازيل. لعب مع أتلتيكو غويانيينسي وبارتيزاني تيرانا وغويتاكاس ونادي فلامنغو ونادي فورتاليزا.